# 魔
魔（ま）とは一般に、人の心を惑わす悪鬼（悪魔）や災いをもたらす魑魅魍魎、人を一事に熱中させるもの（例：詩魔）や一事に偏執すること（例：電話魔）などを指す。これは以下の仏教における「魔」に由来する。

## 仏教における「魔」
魔（ま）は、サンスクリット語のマーラの音写の短縮形である（漢字「魔」はその音訳のための造字とも言われる）。魔羅（まら）、殺者、障礙ともいう。仏道の修行を妨害したり、人の行う善事を妨げるものを指す。
仏教の世界観では、魔は欲界の衆生の1つであり、欲界の1つである第六天の他化自在天に魔王の宮殿がある。
釈迦が成道した際に、魔王波旬が娘を派遣して釈迦の心を乱そうとしたり、また、睡魔などの12の軍勢を送って釈迦を悩ませたが、釈迦が地面に触った瞬間に退散したという。
転じて、仏教の修行の邪魔となるものという意味で修行僧の間で陰茎のことを指して「マラ」と呼ぶようになり、現在でも男根の隠語として使われている。
仏教においては三障四魔や仏魔などがある。